# Wołodymyr Muntian
Wołodymyr Fedorowycz Muntian, ukr. Володимир Федорович Мунтян, ros. Владимир Федорович Мунтян, Władimir Fiodorowicz Muntian (ur. 14 września 1946 w Kotowsku, obwód odeski) – ukraiński piłkarz pochodzenia mołdawskiego, występujący na pozycji pomocnika, reprezentant Związku Radzieckiego, trener piłkarski.

## Kariera piłkarska

### Kariera klubowa
Wychowanek Szkoły Piłkarskiej Młodzieży w Kijowie. Pierwszy trener Mychajło Korsunski. Przez całą karierę, od 1963 do 1980 związany był z Kijowem, przede wszystkim z miejscowym Dynamem. Przez wiele sezonów był jego kluczowym zawodnikiem i z nim osiągnął swe największe sukcesy. W radzieckiej ekstraklasie rozegrał 302 mecze, strzelił 57 bramek. W 1977 zdecydował się zakończyć karierę. W 1978 odniósł poważne obrażenia w wypadku samochodowym. Do gry w piłkę powrócił na krótko w 1980 jako grający asystent trenera w SKA Kijów.

### Kariera reprezentacyjna
1 sierpnia 1968 zadebiutował w reprezentacji ZSRR. Na przełomie lat 60. i 70. był jednym z jej podstawowych zawodników. W 1970 wystąpił na mistrzostwach świata w Meksyku. Karierę reprezentacyjną zakończył 26 maja 1976 meczem towarzyskim z Węgrami. Ogółem wystąpił w barwach Związku Radzieckiego 49 razy, strzelił 7 bramek.

## Kariera trenerska
Pod koniec lat 70. został zwolniony ze służby w strukturach Ministerstwa Spraw Wewnętrznych (jako zawodnik Dynama był równocześnie oficerem MSW) i przeniesiony do służby w armii radzieckiej. Pracował w szkole oficerskiej i w wojskowym klubie SKA Kijów. Działał w federacji piłkarskiej Ukraińskiej SRR, był prezesem miejskiej federacji piłki nożnej w Kijowie. W połowie lat 80. został przez radzieckie Ministerstwo Obrony wysłany na Madagaskar, gdzie objął funkcję trenera tamtejszego klubu wojskowego COSFAP Antananarywa. W 1988 świętował z nim zdobycie krajowego mistrzostwa, a następnie powrócił do ZSRR. W 1992 został zwolniony ze służby w armii. W tym samym roku powierzono mu stanowisko selekcjonera olimpijskiej reprezentacji Ukrainy. Jednak 2 lata później zrezygnował z tej posady na rzecz pracy z drużyną narodową Gwinei. Po powrocie z Afryki bez większych sukcesów prowadził drużyny ukraińskie oraz rosyjską Ałanię Władykaukaz. W 2008 pełnił obowiązki głównego trenera młodzieżowej reprezentacji Ukrainy, a potem do 2010 szkolił młodzieżową drużynę Dynama Kijów U-19.

## Nagrody i odznaczenia

### Sukcesy klubowe
- mistrz ZSRR: 1966, 1967, 1968, 1971, 1974, 1975, 1977
- zdobywca Pucharu ZSRR: 1966, 1974
- zdobywca Pucharu Zdobywców Pucharów: 1975
- zdobywca Superpucharu Europy UEFA: 1975

### Sukcesy indywidualne
- najlepszy piłkarz ZSRR w plebiscycie tygodnika Futboł: 1969
- najlepszy piłkarz Ukraińskiej SRR: 1970

### Odznaczenia
- tytuł Mistrza Sportu ZSRR: 1966
- tytuł Mistrza Sportu Klasy Międzynarodowej: 1973
- tytuł Zasłużonego Mistrza Sportu ZSRR: 1975
- tytuł Zasłużonego Trenera Sportu Ukrainy
- Order Madagaskaru „Za osiągnięcia"
- Order „Za zasługi” III klasy]: 2004[1]
- Order „Za zasługi” II klasy: 2007[2]